# Ключі (аеродром)
Ключі (рос. Ключи Камчатские) — військовий аеродром у Камчатському краї Росії, розташований за 3 км на північний захід від селища Ключі, біля підніжжя активного вулкана Ключевська Сопка. В Ключах базуються літаки Ан-26 та Мі-8 транспортної ескадрильї 35-го окремого транспортного змішаного авіаційного полку 11-ї армії ВПС і ППО.
Безпосередньо поблизу знаходиться випробувальний полігон Ракетних військ стратегічного призначення РФ (РВСП) «Кура», для обслуговування якого і був побудований аеродром.

## Історія
На аеродром у 1956 була переведена 28-а окрема змішана авіаційна ескадрилья (ОЗАЕ), для обслуговування РВСП які розбудовували полігон Кура. У серпні 1969 28-а ОЗАЕ була переформована у 84-й окремий змішаний авіаполк (ОЗАП)
84-й ОЗАП РВСП існував до 2001, коли був переформований у 329-у окрему змішану авіаційну ескадрилью, оснащену літаками Ан-12 та Ан-26, а також вертольотами Мі-8МТ.

## Катастрофи та інциденти
- 6 травня 1983 при посадці на аеродромі «Ключі» розбився літак Ан-26. Загинули 33 з 37 осіб, які були на борту[6]

- В жовтні 2014 зафіксована спроба використати військово-транспортний літак для вивозу з аеродрому «Ключі» 1 тони червоної ікри і кількасот кілограм червоної риби, слідчі органи проводили перевірку інциденту. Згідно повідомлень місцевої преси, це типова практика для даного аеродрому[7]